# 匈奴历史
匈奴是一個古代游牧帝國，由遊牧部落聯盟在中國戰國時代末期至秦朝之間建立，與漢王朝之間有著長期的衝突與合作關係。領土極盛時的範圍以蒙古高原為中心，東至今大兴安岭。南沿長城與中原王朝相鄰，一度控有河套及鄂爾多斯一帶。向西以阿爾泰山為界，深入中亞的鹹海甚至里海一帶，北達貝加爾湖周邊。
在中國魏晉南北朝時間衰弱，中亞草原改由突厥控制。

## 傳說時代
在匈奴之前，石板墓文化是出現於蒙古高原與外貝加爾的史前人類文化。
《史記》記載，匈奴為夏后氏後裔，先祖為淳維。戰國時期，逐漸形成月氏、東胡與匈奴三大勢力。
趙國李牧鎮守雁門關時，曾與匈奴、襜襤、東胡、林胡的聯軍交戰。顯示此時游牧民已開始形成跨部落聯盟。秦始皇時，派蒙恬北伐，取得河套地區，匈奴頭曼單于率眾北徙至漠北。在蒙恬死後，秦朝陷入內戰，中央勢力衰弱，游牧民開始回到原有居地。在頭曼單于時代，匈奴開始形成大型帝國。

## 歷史沿革
- 在匈奴建國以前，北亚草原被許多大小不同的游牧部落割據著。那時的部落和部族聯盟的情況是“時大時小，別散分離”；是“各分散居溪谷，自幼軍長，往往而聚者百有餘，然莫能相一”[4]。當時分佈在草原東南西喇木倫河和老哈河流域的，是東胡部落聯盟；分佈在貝加爾湖以西和以南色楞格河流域的，是丁零部落聯盟；分佈在陰山南北包括河套以南所謂“河南”（今鄂爾多斯草原）一帶的，是匈奴部落聯盟。此外還有其他部落集團分散在草原各地。後來的匈奴國，就是以匈奴部落聯盟為基礎，征服了上述諸部落聯盟、部落以及其他一些小國而建立起來的。
- 前318年，匈奴曾与韓、趙、魏、燕、齊五國軍隊攻秦。
- 戰國時代，林胡、樓煩多次侵擾趙國，趙武靈王胡服騎射驅逐林胡、樓煩，在北邊新開闢的地區設置了雲中等縣。林胡、樓煩北遷融入新崛起的匈奴。
- 戰國時代趙孝成王（在位：前265年 - 前245年）在位時，将軍李牧在代國的雁門防衛匈奴，擊敗匈奴的軍隊。
- 前3世紀匈奴統治結構分為中央王庭、東部的左賢王、和西部的右賢王，控制著從裡海到長城的廣大地域，包括今蒙古國、俄羅斯的西伯利亞、中亞北部、中國東北等地區。
- 秦始皇三十二年（前214年），遣将军蒙恬率領三十萬秦軍北擊匈奴，收河套，屯兵上郡（今陝西省榆林市東南）。“卻匈奴七百餘里，胡人不敢南下而牧馬”（《過秦論》）。蒙恬從榆中（今屬甘肅）沿黃河至陰山構築城塞，連接秦、趙、燕五千餘里舊長城，據陽山（陰山之北）逶迤而北，並修築北起九原、南至雲陽的直道，構成了北方漫長的防禦線。蒙恬守北防五年，匈奴懾其威猛，不敢再犯。
- 汉高祖六年（前200年），汉高祖刘邦被匈奴围困于白登山（今中国山西省大同市东北马铺山）的事件並在平城下擊退匈奴，收復太原等失地。
- 漢武帝間，遣衛青、霍去病數敗匈奴，抵匈奴王庭，收河西、河套。
- 漢宣帝間匈奴內亂，呼韓邪單于南至五原塞請內附。後陳湯擊殺郅支單于，呼韓邪單于娶王嬙，和親漢。
- 東漢光武帝間，匈奴二分。呼韓邪孫日逐王比率四萬眾南投漢，居河南，稱南匈奴。和帝間聯漢滅北匈奴。
- 東漢獻帝建安七年南匈奴歸曹操，分為五部。
- 晉間，南匈奴五部大都督劉淵乘八王之亂起兵，建國號漢，後改趙，虜懷、愍二帝。
- 別支羯，石勒滅趙建國，為氐秦所滅。
- 別部盧水胡，建涼國於河西，為魏所滅。
- 匈奴鮮卑混種鐵弗，建夏於河南，亦為魏所滅。
- 此下匈奴被其他民族融化，唐有匈奴為節度使，再下則不見於史。

### 兴起時期

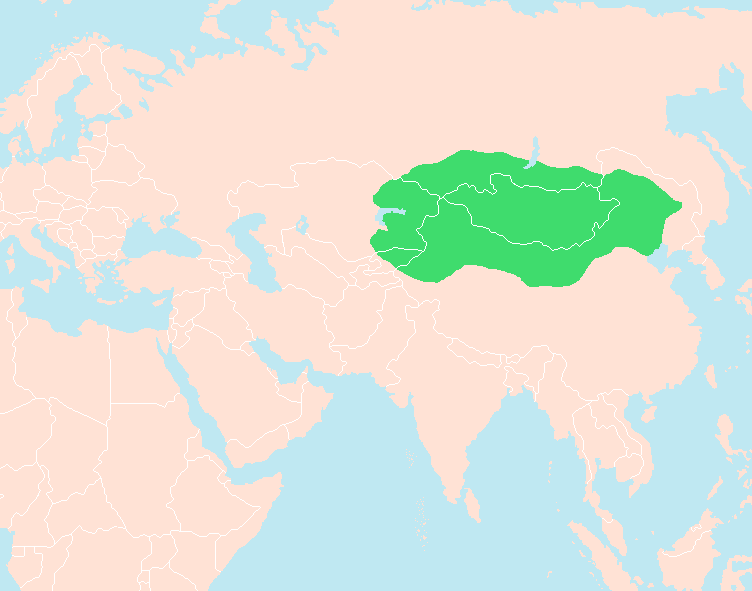
冒頓單于末年时的匈奴地图

匈奴國的全盛時期從前209年至前128年，即冒頓、老上、軍臣三單于時期，相當於中原從秦二世元年到漢武帝元朔元年。在伊稚斜單于時期，國力被汉军打击由盛轉衰。

#### 冒頓單繼位
匈奴首領頭曼單于，寵愛後妻閼氏，生了個小兒子，頭曼便想立幼子為下任單于，就設法殺害長子冒頓。他派冒頓到月氏（甘肅張掖）当質子，隨後派兵疾襲月氏，想借月氏之手殺死冒頓，冒頓極有胆識，搶了月氏的戰馬，只身一人逃回，頭曼没有口實殺掉冒頓，只得作罷，後冒頓知道真相後，即對父親及後母產生報復之意。他先訓練了一支軍隊，並要求當他響箭射向何處，部隊即射向何處。他先後以其愛妾、其父的愛馬為目標，將未射箭者處死。其後等時機成熟，即將響箭射向頭曼單于，使其部隊射死頭曼單于，冒頓並發動政變，殺死後母及不服他的將軍大臣，奪取了單于之位，正式建立匈奴国。

#### 崛起
冒頓單于繼位後，開始對外擴張。政治中心从头曼城（今内蒙古阴山山脉北）向北迁至漠北安侯水（今蒙古鄂尔浑河东侧，硕柴达木湖附近）。在大敗東胡王之後，隨即併吞了樓煩、白羊河南王（匈奴別部，居河套以南），並收復了蒙恬所奪的匈奴地及漢之朝那（今寧夏固原東南）、肤施（今陝西榆林東南）等郡縣。並對漢之燕、代等地進行侵掠。向西進擊月氏，老上單于繼位後，大敗並殺死了月氏王，迫使月氏向西域遷徙。北方及西北一帶的丁零、渾庾、屈射、鬲昆、薪犁等部族先後臣服于匈奴。
漢朝與匈奴進行大規模戰鬥。漢初前201年，韓王信被迫投降匈奴。次年，漢高祖劉邦親率三十二萬大軍征討，在白登（今山西大同東北）被匈奴冒頓單于三十餘萬騎兵圍困七晝夜。後在平城下打退冒頓，之後漢朝採納了婁敬的建議，對匈奴實行“和親政策”，以漢室宗女嫁與單于，並贈送一定数量的財物以及開放關市准許雙方人民交易。後文、景諸帝也是沿用和親政策以休養生息。然而匈奴還是而不時出兵侵擾邊界。

### 汉匈大战
到漢武帝時，西漢經過近20年的休養生息，經濟、國力大大增強，對匈奴從戰略防禦轉為戰略進攻，發動了三次大戰：河南之戰（也叫漠南之戰）、河西之戰、漠北之戰。此時正為伊稚斜單于在位時期。
元朔二年（前127年）汉武帝派衛青出击匈奴白羊、楼烦两部，佔領河套地區。前124年衛青率三万骑兵擊敗入侵的右贤王部共九萬匈奴騎兵。前121年霍去病奪取富庶的河西走廊，浑邪王率領四萬餘人投歸漢朝。随后漢降將趙信勸匈奴把王庭遷徙到漠北，以避免受攻擊，想以地理的優勢用大漠为屏障以逸待勞擊敗漢軍。前119年霍、衛分東西兩路進攻漠北。霍去病东出代县，击败匈奴左贤王，一战斩首70433人，追杀至今蒙古國境內狼居胥山并举行了祭天仪式；衛青西出定襄，跨过沙漠后与以逸待劳的匈奴伊稚斜單于部相遇，利用武钢车阵击溃匈奴主力，掩杀至匈奴要塞赵信城后将其捣毁。匈奴从此无力对汉朝造成大的战略威胁。
经过衛青、霍去病之战后，史载“匈奴远遁，而漠南无王庭”，不过此战的胜利仅是短暂的，霍去病也失去了生擒伊稚斜單于的机会。至到前112年，其子烏維單于与羌人联手夹击汉朝，此时羌人发动十万军队，攻故安（甘肃临洮南），围包罕（甘肃临夏），而烏維單于则攻入五原郡（今内蒙古），杀当地太守。汉武帝于次年聚积18万骑兵北巡，拟以此显示国力震慑匈奴。到了晚年下罪已詔之时，狐鹿姑單于领兵入汉朝朔方郡，殺略官吏、平民，另一方面又遣使向汉朝索要10,000石米酒，5,000斛粮食，10,000匹丝绸等岁币。虽然汉武帝耗费巨资，却没能力解除北方边境安全隐患，但在讨伐匈奴的过程中却取得了部分匈奴领地，在河西和匈奴漠南基地河套设置郡县，切断了匈羌关系。西汉匈奴边患要一直到匈奴因争位内斗时期，汉宣帝出兵平定才结束。

#### 漢用兵西域
漢朝在東部聯合烏桓，西部派張騫兩次出使西域，聯絡大月氏、大宛，以和親（前105年，漢武帝封細君公主下嫁烏孫國王）、通商的方式聯合西域諸國，壓縮匈奴的空間，同時保持對其的軍事壓制。前87年，漢武帝死，漢朝暫時停止對匈奴的攻擊。
漢昭帝時，匈奴為緩和与漢的敵對關係，把扣留了19年的漢使蘇武釋放，以示善意，但匈奴騎兵仍然不断在北方邊境出現。前73年匈奴轉攻西域的烏孫以索要公主（即西漢嫁給烏孫王的解憂公主），烏孫向漢求救，漢朝組織五路大軍十幾萬与烏孫聯兵進攻匈奴，其五路大军皆未遇上匈奴主力，无功而返，主将田顺和田广明遭问罪被迫自杀。前71年乌孙昆莫翁归靡亲率五万骑兵与汉朝使节常惠自西进攻匈奴右谷蠡王庭，大獲全勝。
同年冬，匈奴出動數萬騎兵擊烏孫以報怨，適逢天降大雨雪，生還者不足十分之一。是時丁零北攻，烏桓入東，烏孫擊西，匈奴元氣大傷，被迫向西遷徙以依靠西域，西域再次成為雙方以爭奪重點。雙方反復激烈爭奪車師之際，前60年，匈奴內部因掌管西域事務的日逐王先賢撣與新任單于屠耆堂爭奪權位發生衝突。日逐王降漢，匈奴被迫放棄了西域。漢完全控制了西域，匈奴實力大減，己無力擾漢。也造成了往後的中衰。

### 中衰時期
匈奴國的衰落時期從壺衍鞮單于至呼韓邪單于，從漢宣帝本始（前73年—前70年）年間到漢元帝建昭三年（前36年）滅郅支單于為止。壶衍鞮单于晚年（前71年冬）为報怨自率数万骑攻乌孙，在班师的路上遇大雪损失惨重，同时又遭到周边羁属的部落和乌孙乘虚痛击而导致匈奴走向衰亡，史载“人民死者什三，畜产什五，匈奴大虚弱，诸国羁属者皆瓦解”。

#### 內亂之始
匈奴因戰爭、天災、領土及人口的減小，處境日益困宭，內部紛爭開始激化。自伊稚斜單于後，匈奴單于更迭頻繁。前60年，虛閭權渠單于死，其妻顓渠閼氏與其弟都隆奇合謀立右賢王屠耆堂自殺。他死後，匈奴開始爭奪單于王位的內戰。

#### 五單爭立
前58年，匈奴東部姑夕王等人共立虛閭權渠單于子稽侯柵為呼韓邪單于，擊敗握衍朐鞮單于，握衍朐鞮自殺身亡。都隆奇等人共立日逐王薄胥堂為屠耆單于，擊敗呼韓邪。此時呼揭王自立為呼揭單于，右奧鞮王自立為車犁單于，烏籍都尉亦自立為烏籍單于，是為五單于爭立時期。屠耆單于先後攻擊烏籍、車犁，烏籍、車犁皆敗走西北與呼揭合兵，呼揭、烏籍皆去單于稱號，擁車犁為單于，為屠耆所敗。呼韓邪乘機進攻，屠耆大敗自殺，車犁也率部投降。
不久，呼韓邪兄呼屠吾斯自立為郅支單于，居東邊。屠耆從弟休旬王也自立為閏振單于。前54年，閏振率軍東擊郅支，兵敗被殺。郅支乘勝擊破呼韓邪，據漠北王庭。前51年；呼韓邪單于南下投靠漢朝。後來郅支單于則率部眾退至中亞康居（今巴爾喀什湖與鹹海之間，即哈薩克斯坦一帶），呼韓邪單于佔據漠北王庭。汉元帝建昭三年（前36年），為了清除匈奴在西域的影響，甘延壽、陳湯遠征康居的匈奴，在郅支城之战中擊殺郅支單于。

### 平穩時期

#### 四境相安
汉元帝竟宁元年（前33年）呼韓邪單于朝漢，提出願婿漢以自親，娶王昭君與漢修好。呼韓邪封王昭君為寧胡閼氏。
此時雙方相安無事，局勢安定，國力得到恢復，人口增加。史稱「初，北邊自宣帝以來，數世不見煙火之警，人民熾盛，牛馬布野」。（《漢書．匈奴傳》）
呼韓邪死後，其後裔遵從他的遺囑，与漢朝保持友好關係達30多年。直到王莽專政為止。

#### 兩漢之際
王莽建新朝後，把漢宣帝頒給呼韓邪單于的金質“匈奴單于璽”索回，另發給烏珠留單于“新匈奴單于章”，蓄意壓低單于的政治地位；将“匈奴單于”稱號改為“恭奴善于”，後改為“降奴服于”；王莽企圖用武力樹立威信，分匈奴居地為15部，強立呼韓邪子孫十五人俱為單于，以削弱匈奴的勢力，激起了匈奴的不滿，連年侵擾北方邊塞。西域諸國先後淪入匈奴勢力範圍。
東漢初期漢光武帝與匈奴通好，不斷派遣使者前往賜財物，而單于驕倨益橫，漢匈關係仍没有改善。東漢建武五年（29年），匈奴扶植盧芳為漢帝，割據五原、朔方、雲中、定襄、雁門等五郡，都九原（今内蒙古包頭市西南）。後降漢，被封為代王。後復叛，留匈奴歷十餘年。

### 分裂時期
東漢初期，匈奴分裂為南匈奴與北匈奴。

### 藩屬時期

#### 南匈奴依附東漢
依附漢朝的南匈奴人，被漢朝安置在河套地区。借著漢朝的軍力多次大敗北匈奴，接納大量降眾，勢力大增。但因部族成分複雜，難以駕馭控制，造成內部不穩，多次入寇东汉边塞杀官吏，又与鲜卑多次联兵深入内地袭掠，期间几位南單于被部属所殺。而後漢朝對南匈奴的管理越加嚴厲。在東漢中期以後一再發生南單于被漢官員更換。
187年，東漢黃巾之乱、董卓專權之際，南匈奴發生內訌，國人殺死單于羌渠，子左賢王於夫羅即位。而參與者不認可新單于，另立一位單于，於夫羅只得前往漢朝申訴求助。正值漢末大亂，只好留在河東。195年，南匈奴參與了中原混戰，東漢蔡邕之女蔡文姬被擄掠去匈奴。202年，南匈奴首領歸附漢丞相曹操，蔡文姬歸漢。216年，曹操拘留呼廚泉單于，而派右賢王去卑監國，並將南匈奴分成五部，安置在平陽郡。在呼廚泉單于死後，單于之位暫時虛懸。於夫羅子劉豹為左賢王，滯留在漢地，其子劉淵，由族人擁立繼位為單于。
内附的南匈奴，一直居住在河套一帶，東漢末期曹操把匈奴分成五個部，即左、右、南、北、中，分別安置在陝西、山西、河北一帶。各部貴者為帥，後改稱都尉；以漢人為司馬以監督。
東漢末以來，周邊各民族紛紛湧入中原。其中以匈奴人人數最多，史稱「關中人口百餘萬，戎狄居半，匈漢雜居」。而西晉因賈后亂政，引起了八王之亂，混戰延續長達十六年之久，給予了匈奴人介入的機會。

### 徙居中原時期

#### 前趙、夏、北涼
4世紀初，於夫羅之孫匈奴族的五部大都督劉淵在成都王司馬穎手下為將。乘西晉八王之亂之後的混亂時期，劉淵在并州離石起兵立漢國，稱漢王，後稱帝，佔領了北中國的大部分地區。311年劉淵子劉聰攻佔洛陽，316年攻佔長安，滅西晉。318年，匈奴貴族靳准殺死劉聰子劉粲及其家族，自立為漢天王。劉聰族弟劉曜在長安稱帝，改國號為趙，消滅了靳氏。因百姓負擔極重，民怨沸騰，引起大規模反抗。328年，羯人石勒擒殺劉曜，次年在上邽殺其太子劉熙及其將相公卿等三千餘人，趙亡。史稱前趙。
匈奴與烏桓、鮮卑的混血後代稱為鐵弗人。鐵弗人劉勃勃被鮮卑拓跋氏擊敗後投奔羌人的後秦。後自認為是末代的匈奴王，改姓赫連，在河套地區創立夏國。之後擊敗東晉刘裕北伐的军队，奪下了關中地區（419年）。425年赫連勃勃卒，子赫連昌繼位。428年北魏俘赫連昌。赫連昌弟赫連定在平涼自稱夏皇帝。431年北魏俘赫連定，夏亡。夏國的國都統萬城是作為遊牧民族的匈奴在東亞留下的唯一的遺跡。
融入匈奴人中的月氏人，稱為匈奴別部盧水胡。其中沮渠家族推後涼漢官段業為主，在現甘肅地區建立政權，史稱北涼。後沮渠蒙遜殺段業，自立為北涼主。433年蒙遜子沮渠牧犍繼位。439年被鮮卑人拓跋氏北魏所滅。牧犍弟沮渠無諱西行至高昌，建立高昌北涼。460年，高昌北涼為柔然所攻滅。

#### 北魏以後
一小支匈奴進入辽东半島，融入靠近高句丽的宇文鲜卑部落。後來宇文氏篡西魏建立的北周政權。之後楊堅篡奪北周政權，建立隋朝，并統一中原。匈奴也在這期間融入各民族之中。五胡乱华及南北朝时代成為匈奴在中國歷史舞臺上的最後一場演出。

## 歐洲
4世紀時，一支稱為匈人的游牧民族由中亞進入歐洲北方。他們進入斯基泰人的地域，擊敗阿蘭人，使得當地的遊牧民族移居入歐洲，造成蠻族入侵。之後，這個民族也侵入東羅馬帝國與西羅馬帝國，最終定居於今天的匈牙利地區。
歷史學家一般相信，匈人與北匈奴之間存在關連，可能原是北匈奴轄下的民族。